# Vera Rol
Vera Rol (Condove, 8 maggio 1920 – Roma, 5 dicembre 1973) è stata un'attrice, showgirl e ballerina italiana.

## Biografia

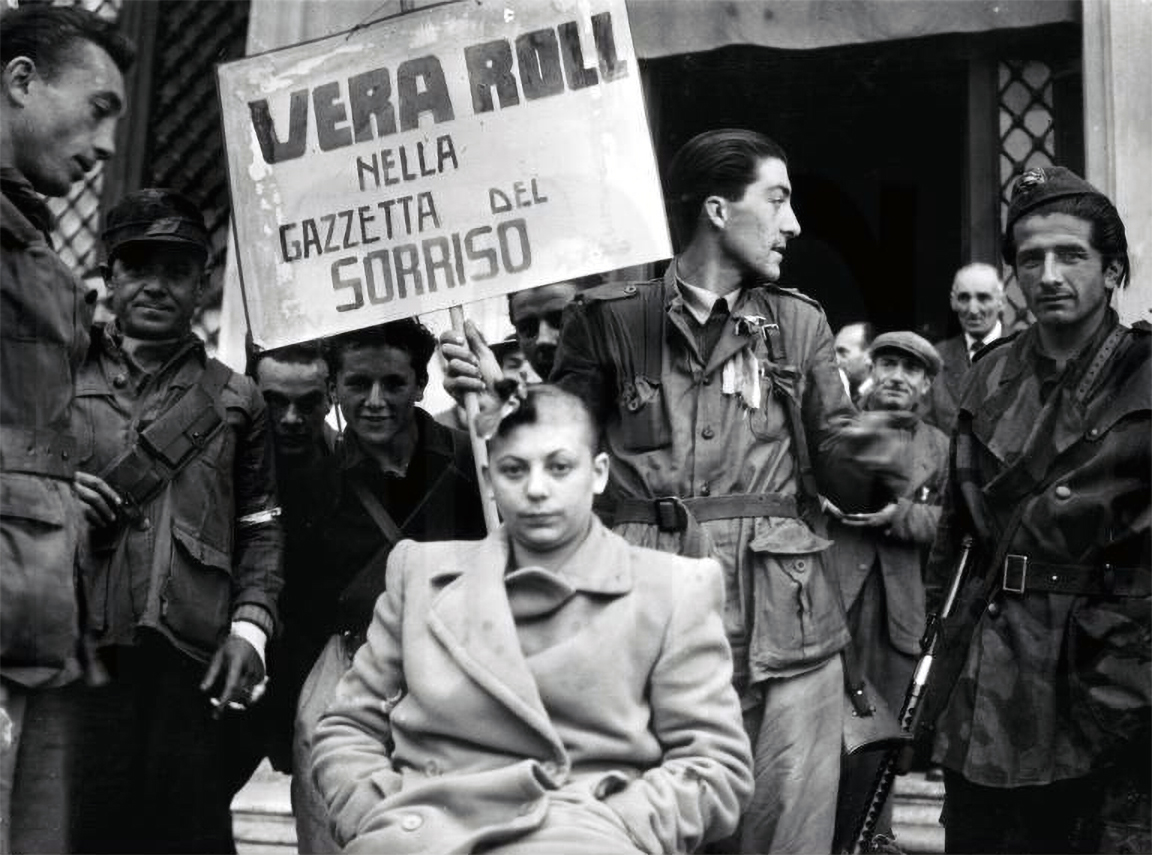
Vera Rol, esposta al pubblico ludibrio il 28 aprile 1945, in via Tabacchi a Milano

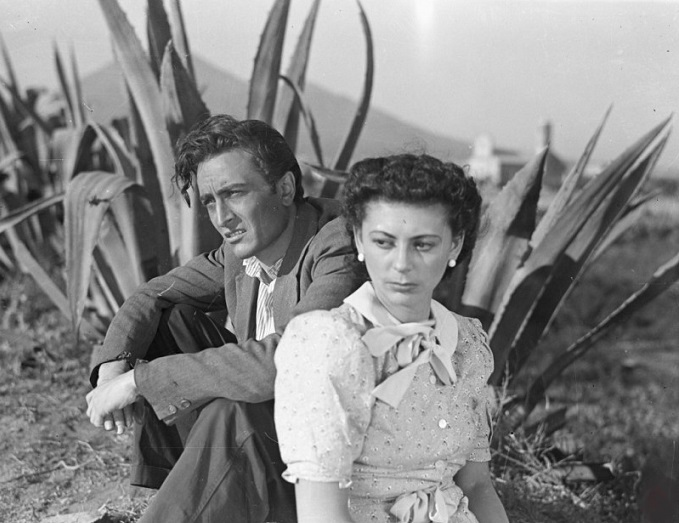
Vera Rol nel film Malaspina con Aldo Bufi Landi (1947)

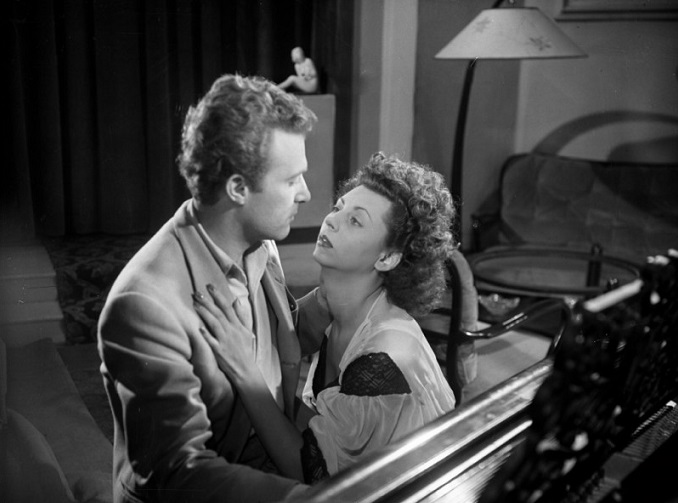
Vera Rol nel film Nennella con Piero Palermini (1948)

Attrice, soubrette del teatro di rivista e ballerina, fu sposata con l'attore Nuto Navarrini con cui costituì un sodalizio professionale.
Il suo sodalizio sentimentale e professionale con Navarrini, simpatizzante del fascismo, la vide protagonista di spettacoli in funzione propagandistica rispetto al regime, fra gli altri in Il diavolo nella giarrettiera (operetta di Giovanni D'Anzi portata in scena anche al Teatro Reinach di Parma nel febbraio 1944 dalla Compagnia di riviste Nuto Navarrini). L'ultimo spettacolo in questa chiave della compagnia Navarrini-Rol fu La Gazzetta del sorriso, in cui Vera Rol simboleggiava l'Italia molestata dagli USA, rappresentati da un "negro" violentatore. Navarrini incluse nello spettacolo un motivetto - intitolato Tre lettere e scritto da D'Anzi - di contenuto chiaramente antipartigiano.
Dopo la liberazione, la coppia fu sottoposta a una vera e propria resa dei conti: a Vera Rol furono rasati i capelli a zero in piazza, e fu esibita al pubblico ludibrio a Milano come collaborazionista. La coppia, tuttavia, sottoposta a processo, fu poi assolta dall'accusa di collaborazionismo per insufficienza di prove.
La compagnia tornò a recitare a Roma nel 1947. Vera Rol apparve anche al cinema in Malaspina di Armando Fizzarotti (1947) e Nennella di Renato May (1948) e Bertoldo, Bertoldino e Cacasenno di Mario Amendola e Ruggero Maccari (1954).
Dopo il divorzio con Navarrini avvenuto nel 1972, sposò nello stesso anno Silvano Silvij. Morì pochi mesi dopo, il 5 dicembre 1973. Venne sepolta al Cimitero del Verano.

## Teatro di rivista
- Quel treno chiamato desiderio di Alfredo Bracchi e Dino Gelic, canzoni di Bracchi e Giovanni D'Anzi, regia di Alfredo Bracchi, prima a Milano nel 1951.
- Votate per Venere, rivista con Erminio Macario, 1950.

## Filmografia
- È caduta una donna, regia di Alfredo Guarini (1941)
- Malaspina, regia di Armando Fizzarotti (1947)
- Nennella, regia di Renato May (1948)
- Bertoldo, Bertoldino e Cacasenno, regia di Mario Amendola e Ruggero Maccari (1954)